# بریهو آرگاوی
بریهو آرگاوی (انگلیسی: Berihu Aregawi؛ زادهٔ ۲۸ فوریهٔ ۲۰۰۱) دونده دو استقامت اهل اتیوپی است.